# Tengwar

Tengwar schrift

Het Tengwar (meervoud van 'Tengwa') is een van de zelfgemaakte schriften van J.R.R. Tolkien dat voorkomt in zijn boek In de Ban van de Ring. Het is een arabisch-achtig schrift met vele variaties. Het is een fonetisch schrift, waarbij de medeklinkers de hoofdrol vervullen: deze geven ook de naam aan dit schrift, de 'Tengwar'. De klinkers worden meestal boven de tengwar geschreven en worden tehtar (meervoud van tehta) genoemd.
Het Tengwar kent verschillende schrijfwijzen, modi genoemd, die worden bepaald door hun specifieke afwisseling van medeklinkers en klinkers.
De 3 belangrijkste modi zijn:
1. Sindarijnse modus
2. Quenya modus
3. Modus van Beleriand: het bekendste voorbeeld hiervan staat op de poort die toegang geeft tot het dwergenrijk Moria.

In de Sindarijnse modus worden de tehtar (klinkeraanduidingen) geschreven boven de tengwar (medeklinkers) die er op volgen. 
Als voorbeeld: bij het woord 'Calma' schrijft men eerst de medeklinkers: C+L+M, dan schrijft men de klinkers op de eropvolgende medeklinkers, zodat de schrijfrichting van onder naar boven gaat. Er zou dan staan:
- ..a...a
- c.l.m.i

In de Quenya modus worden de tehtar geschreven boven de tengwar die eraan voorafgaan. Het woord Calma zou hierbij geschreven worden als:
- a...a
- C.l.m

De leeswijze is steeds van links naar rechts. In zowel de Sindarijnse als de Quenya modus geldt dat    een losstaande tehta, indien er op de plaats van een klinker waaraan geen medeklinker voorafgaat of volgt, deze als een verticale dragerstreep met de betreffende tehta erboven wordt geschreven. In het geval van een verlengde klinkerklank wordt de dragerstreep tweemaal zo lang (uitstekend onder de regellijn).
In de modus van Beleriand zijn er bij uitzondering voor zowel medeklinkers als klinkers aparte tengwar, die naast elkaar worden geschreven.